# Imprenta y fundición tipográfica Richard Gans

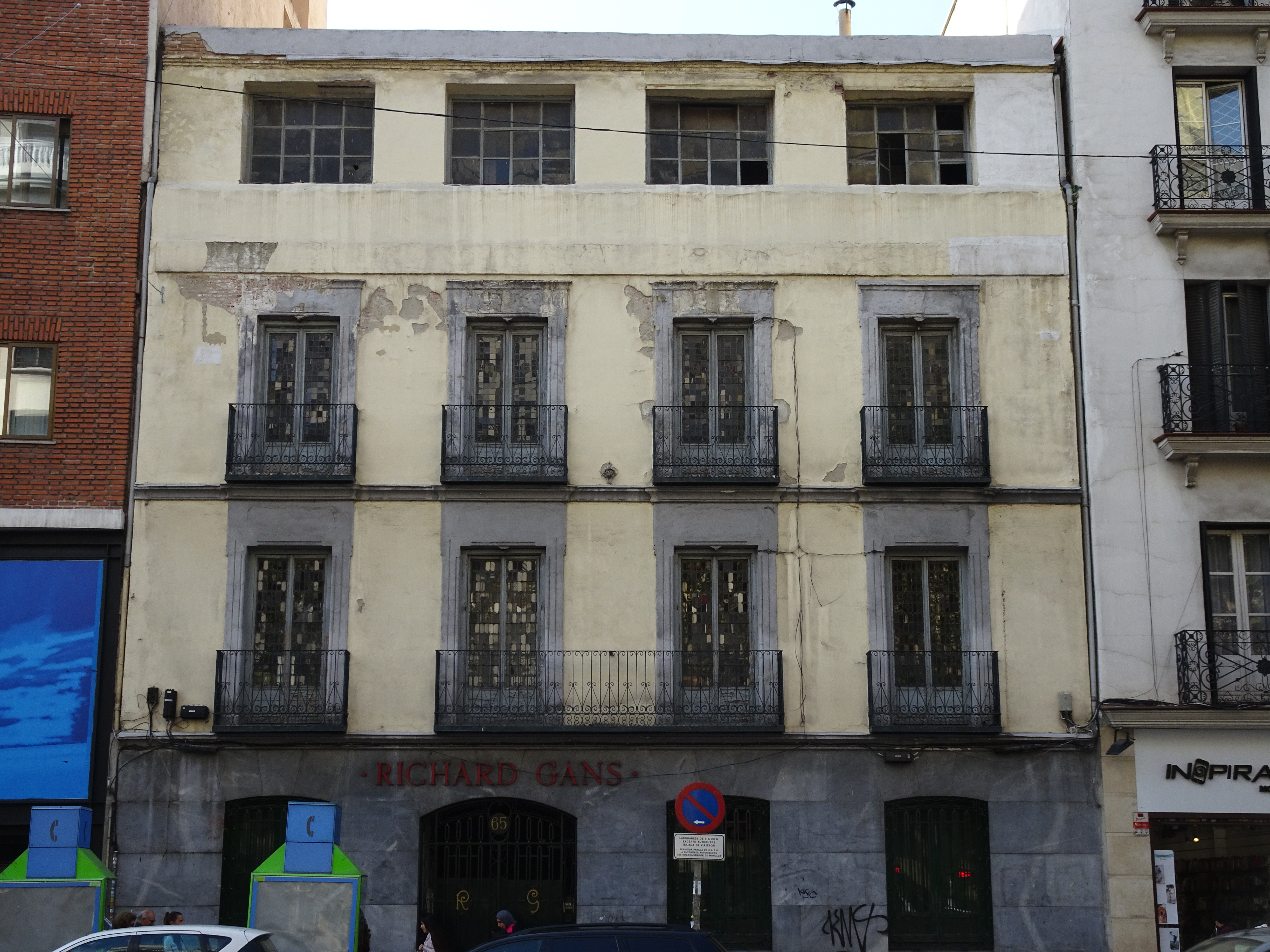
Fachada que da a la calle de la Princesa.

Imprenta y fundición tipográfica Richard Gans fue una fundición tipográfica activa en Madrid (España) entre 1888 y 1975. 

## Historia
El fundador, Richard Gans, era el hijo de un insigne médico de Karlsbad, en la época en la formaba parte del Imperio austríaco. Emigró a España en 1874, trabajando como representante de diversas compañías europeas, sobre todo para la Societé Anonyme des Papeteries de Virginal (antes  Olin&Fils) de Bruselas, lo que le puso en contacto con diversas empresas del ramo editorial y periodísticas. En 1878 fundó su propia empresa importadora en Madrid, que se dedicaba a vender productos para las artes gráficas, sobre todo tipos de letras y máquinas de imprimir de las empresas Wilhelm Wöllmer de Berlín y Edmund Koch & Co de Magdeburgo.
Hacia 1881 se dio cuenta de la necesidad de servir sus productos con rapidez, en lugar de tener que esperar la importación desde Alemania, y ese mismo año se traslada a Alemania para obtener la maquinaria y los operarios necesarios para crear una fundición tipográfica. La Fundición Tipográfica Richard Gans comenzó su actividad en un local de la calle Campomanes, 10, en Madrid, combinado la importación con la fundición de tipos en sus tres máquinas fundidoras movidas a brazo. Su éxito le permite trasladarse a un local mayor en la calle Villanueva, 22, desde donde edita su primer catálogo tipográfico. En 1886 se trasladan a un edificio de dos plantas de nueva construcción, en la calle Princesa, 63, para disponer de espacio de exposición de las máquinas de imprimir, que sigue siendo uno de los brazos del negocio.
La empresa siguió ampliando y llegó a ocupar el edificio contiguo, en el número 61 de la calle Princesa, y la vivienda de Richard Gans en el segundo piso, que se construyó una nueva vivienda en el número 50 (hoy 66) de la misma calle. En 1911 se volvió a ampliar el conjunto construyendo un edificio en la calle Altamirano, 5, que estaba unido por el interior con los demás. En la planta baja tenía el taller de impresión propio, el almacén de tipos, orlas y adornos, una carpintería para embalajes, el taller de galvanoplastia y estereotipia para los clisés, incluyendo un cuarto de acumuladores eléctricos, y el taller de fabricación de material de blancos; en el segundo piso, las oficinas, el taller de fundición, el taller de reparación de máquinas fundidoras y creación de matrices y el almacén de matrices, más de doscientas mil en número. En el nuevo edificio de la calle Altamirano, de grandes ventanales y muy luminoso, se encontraba el taller mecánico y la exposición de maquinaria para las artes gráficas.
A principios del siglo XX, el éxito empresarial de Gans es indudable, llegó a ocupar unos dos mil metros cuadrados y a emplear a unos ciento sesenta trabajadores. También editaba e imprimía la revista La Crónica, especializada en las novedades, modas y tecnología del sector de la impresión.
Tras la muerte de Gans en 1925, la fundición pasó a ser dirigida por Mauricio Wiesenthal, anterior apoderado de la empresa. Durante su dirección, la Fundición asistió a las exposiciones Ibero-Americana de Sevilla e Internacional de Barcelona en 1929. En las décadas de 1920 y 1930, Gans vendió sus tipos hasta en Estados Unidos a través de la Continental Type Founders Association. En 1936, tras llegar a su mayoría de edad, los hijos de Gans, Ricardo, Manuel y Amalia Gans Gimeno, tomaron las riendas del negocio. 
La Guerra Civil Española ocasionó una importante destrucción de la empresa, al encontrarse en la Ciudad Universitaria, en pleno frente. Ricardo y Manuel fueron asesinados a principios de la Guerra por los propios trabajadores de la fundición, que más tarde la colectivizaron en nombre de la CNT. Parte de la maquinaria fue requisada para fabricar munición.
Tras la Guerra, Amalia Gans Gimeno encargó a Reinaldo Leger Tittel de practicante reconstruir desde cero la Fundición. Reinaldo Leger Tittel, de origen alemán, formaba desde 1917 parte del equipo directivo de Gans y consiguió colocar a la Fundición en los difíciles años de la Posguerra entre las cuatro más importantes del país, junto con la Fundición Tipográfica Iranzo, la Fundición Tipográfica Nacional y la Fundición Tipográfica Neufville. El paulatino cambio tecnológico, con la desaparición de los punzones de plomo, llevaría a un declive a las fundiciones que no supieron adaptarse, como fue el caso de la Gans. Amalia Gans se mantuvo en la dirección hasta 1975, cuando desapareció la empresa.

## Diseños tipográficos
Los tipos vendidos por la Fundición Gans eran principalmente aquellos que no se empleaban para textos largos, como es el caso de los libros, sino que se usaban en carteles, propaganda, títulos, etc. Antes de 1925, la fundición fabricaba pocos tipos originales, tomando prácticamente todos los diseños de las fundiciones alemanas, especialmente de las de Wilhelm Woellmer y Edmund Koch. Durante esta época los tipos comercializados se correspondían típicamente al gusto decimonónico y de origen alemán, incluyendo formalizaciones modernistas y modelos de palo seco del siglo XIX. Más tarde los tipos fueron creados por una serie de diseñadores, tanto trabajadores de la fundición, como externos, entre los que se puede mencionar a Jose Ausejo Matute, Antonio Bilbao, el hijo del fundador, Ricardo Gans, y Carlos Winkow, que introdujeron tipos de estilo art deco, de palo seco y otras más modernas. Curiosamente hubo tipos de escritura que se mantuvieron durante los casi cien años de actividad de la empresa, como la Escritura Selecta, la Escritura Favorita, la Escritura Luis XV, la Gótico Globo y la Gótico Uncial, entre varias otras.

### Tipos de letra

#### Tipos de exportación
- Atlántida.
- Dalia (1931), conocida como Ibarra Vaciada en España.
- Egipcia Progreso (1923).
- Gloria (hacia 1930), conocida como Fulgor en España.
- Greco (1925), vendida en España como Antigua El Greco; también vendida por Stevens, Shanks & Sons Ltd. con los nombres Bristol y Rosart.
- Ibarra (1931, Carlos Winkow), conocida como Elzeviriano Ibarra en España; digitalizada en 2011 por Lucia Walter.
- Italiana Cursiva (1951).
- Juventud (1950, Joan Trochut-Blanchard), conocida en España como Escritura Juventud; editada por Française como Muriel; digitalizada por Canada Type como Blanchard.
- Progreso (1923)

#### Tipos vendidos solo en España
- Alazán;
- Aldine;
- Americanas (estilo toscano), un tipo de presentación de estilo finales del siglo XIX;
- Americanas-Titular, un tipo de presentación de estilo finales del siglo XIX;
- Anchas Americanas;
- Antigua Adornada, un tipo de presentación de estilo finales del siglo XIX;
- Antigua Manuscrito (Hermann Delitsch);
- Antigua Progreso (1923);
- Antigua;
- Árabe;
- Atlántida;
- Azures;
- Bodoni y Bodoni Redonda;
- Carmen Adornada, un tipo de presentación de estilo finales del siglo XIX;
- Carmen, un tipo de presentación de estilo finales del siglo XIX;
- Cartel;
- Chanel;
- Cursiva Comercial;
- Cicero, una reinterpretación de la Helvética;
- Egipcia;
- Elzevirianas Adornadas, un tipo de presentación de estilo finales del siglo XIX;
- Elzeviriano;
- Escorial, (1960, Antonio Bilbao);
- Escritura Fantasía, de estilo caligráfico;
- Escritura Flavia, de estilo "cooperplate";
- Españolas Adornadas, un tipo de presentación de estilo finales del siglo XIX;
- Españolas;
- Etienne Ancha;
- Euskera, una versión de la tipografía típica lapidaria vasca;
- Filetes de Bronce;
- Filetes de Metal;
- Fulgor, (1930);
- Gacela;
- Ganstile, Inspirada en la Eurostyle de Novarese;
- Garbo;
- Gaviota;
- Gloria Reformada, (1930);
- Gótico Cervantes, (1928);
- Gótico Globo ;
- Gótico Uncial;
- Graciosa;
- Griego;
- Grotesca Ancha;
- Grotesca Antigua;
- Grotesca Chupada;
- Grotesca Colón;
- Grotesca Compacta;
- Grotesca Cursiva;
- Grotesca Estrecha Hércules;
- Grotesca Favorita, Grotesca Reformada;
- Grotesca Ideal;
- Grotesca Mercantil;
- Grotesca Mercurio;
- Grotesca Negra Cursiva;
- Grotesca Radio;
- Helénica;
- Helios, (década de 1920);
- Imán;
- Inglesa Excelsior;
- Judo, caligráfica;
- Karate, de fantasía;
- Kundo;
- Luxor;
- Manos;
- Máquina de Escribir;
- Maruxa;
- Normanda;
- Nueva Antigua №1 y №2;
- Orlas de Línea;
- Preciosa;
- Primavera;
- Radio Bicolor;
- Radio Gris, (1930);
- Radio Lumina
- Regina (década de 1920)
- Reinhard, modular con ángulos abruptos de 90°;
- Renacimiento Ancha;
- Romana I;
- Royalty;
- Senefelder;
- Talla Dulce;
- Tipo Sombreado;
- Tipos Adornados;
- Tipos de Adorno, un tipo de presentación de estilo finales del siglo XIX;
- Tipos de Texto;
- Titania, (1933);
- Utopian, un tipo de presentación de estilo finales del siglo XIX;
- Velázquez, un tipo de presentación de estilo finales del siglo XIX;
- Veneziana Negra;
- Vulcano (década de 1920), copiada por Ludlow como Vulcan Bold;
- Yoga, similar a la "Clarendon";